# 静岡ヘリポート
静岡ヘリポート（しずおかヘリポート）は、静岡県静岡市葵区諏訪に所在する公共用ヘリポートである。敷地面積は3.57ヘクタール。

## 概略
地震等の災害発生に備えて地上交通を補うことと併せて、高速交通時代に先駆け市民がヘリコプターを交通手段の一つとして選択できるよう設置された、静岡県で初めての公共用ヘリポートで、遊水池の上に人工地盤を造って建設された。
静岡県消防防災航空隊、静岡市消防局航空消防隊（2008年4月発隊・同年10月運航開始）の消防防災ヘリコプターといった公共機関をはじめとして、エアロトヨタ（旧：朝日航洋）、静岡エアコミュータ、中日本航空、東邦航空、ファーストエアートランスポートおよびオールニッポンヘリコプターが拠点とする。
民間航空会社の一部は、在静・在山梨のマスコミ各社とそれぞれ個別に定期契約を結んだ取材用ヘリコプターを運航しており、取材のためのフライトは発着時間帯以外にも行われることがある。
公益財団法人静岡市まちづくり公社（旧：財団法人静岡市振興公社）が管理を受託している。遊水地指定区域の為、ヘリポート自体を柱で持ち上げた「高床式」（標高10.5m）になっている。

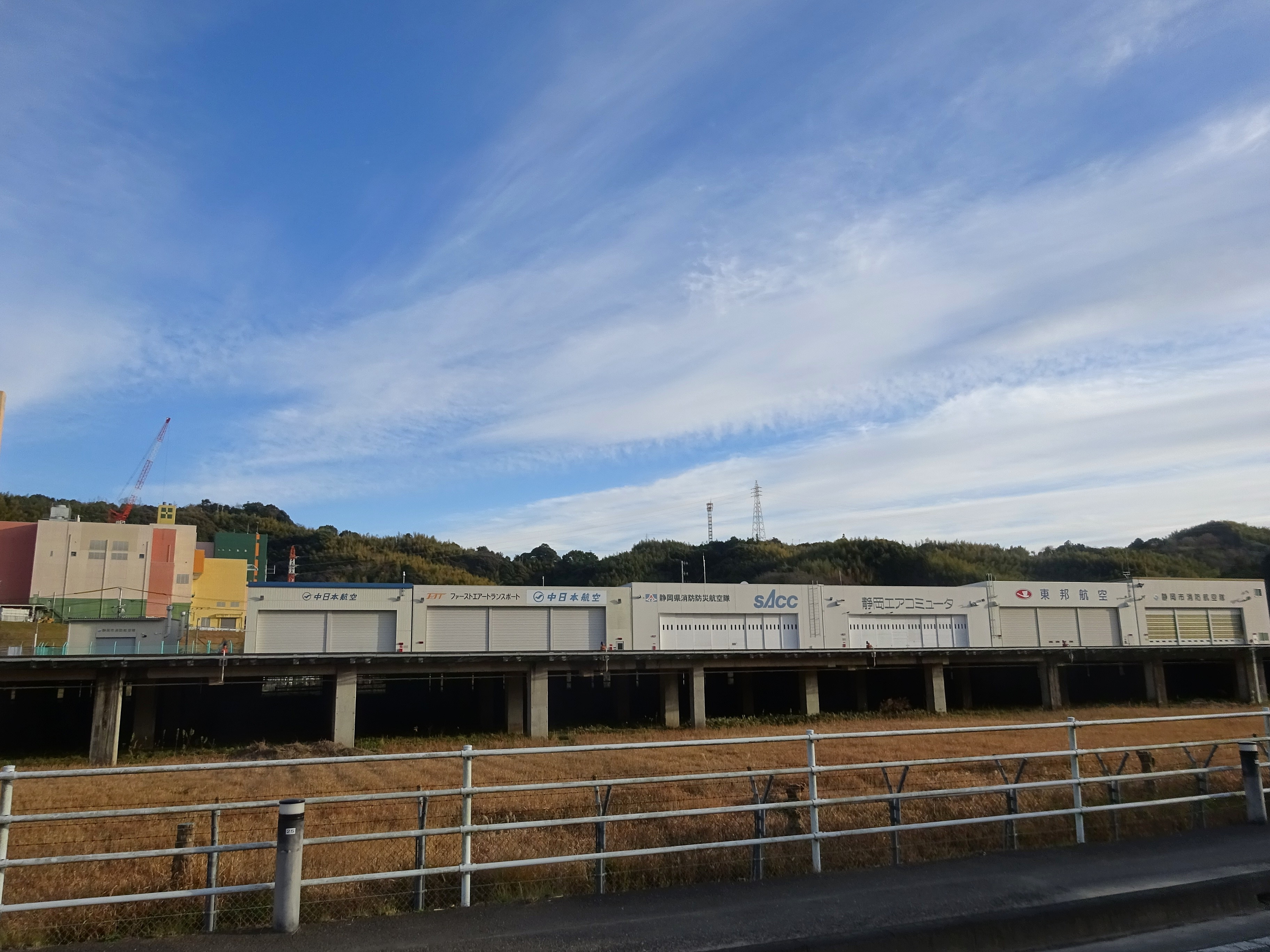
同へリポートを使用する航空各社の格納庫